# 小行星11582
小行星11582（11582 Bleuler）是一颗绕太阳运转的小行星，为主小行星带小行星。该小行星于1994年8月10日发现。

## 轨道参数
小行星11582的轨道半长轴为2.8707917 UA，离心率为0.005。